# Parque Negra Hipólita
El parque Negra Hipólita, está situado al noreste de la Ciudad de Valencia, a los márgenes del Río Cabriales; entre la Avenida Paseo Cabriales, La Autopista Regional del Centro en sentido Valencia-Puerto Cabello y el Parque Fernando Peñalver, de fácil acceso por los distribuidores "Fábricas de Cemento" y "El Trigal". Representa uno de los principales sitios de interés en la ciudad.

## Características
- Longitud: 2 km
- Superficie: 7,1000 ha[1]
- Jardinería: 4,6 ha
- Ubicación: se encuentra al noreste de la ciudad de Valencia, en los márgenes del Río Cabriales, en la intersección de la Avenida Paseo Cabriales y la Avenida 134 de Los Sauces, entre el distribuidor El Trigal y la Avenida San José de Tarbes al Norte.

Puedes acceder rápidamente mediante instrucciones en la aplicación Google Maps.
- Horario: de martes a domingo desde las 5:00, hasta las 17:30; en caso del día lunes como feriado por mantenimiento, se da apertura al Parque y cerrará sus puertas respectivamente al siguiente día.

## Historia
El parque se construyó en tres etapas. La primera fue terminada en 1983 bajo el gobierno estatal de Gustavo Correa Viso y el gobierno nacional de Luis Herrera Campins. Esta etapa del parque recibió el nombre de Parque Negra Hipólita para honrar a Hipólita Bolívar, la nodriza de Simón Bolívar.
En 1992 se diseña el Parque Fernando Peñalver, el cual englobaría al Parque Negra Hipólita, y se extiende hasta llegar a las 7 hectáreas. En 2004 por un decreto del entonces Gobernador Luis Felipe Acosta Carlez, decide llamar al Parque Fernando Peñalver como Negra Hipólita, para honrar a esa figura histórica venezolana, lo cual ha causado confusión entre algunos habitantes, llegando al punto de que decir Parque Negra Hipólita y Parque Fernando Peñalver sea considerado lo mismo aunque esto no sea verdad, ya que su diseñador, Eduardo Santaella, dijo: que el Parque Fernando Peñalver no es una extensión del Parque Negra Hipólita; sino más bien otro parque totalmente distinto.

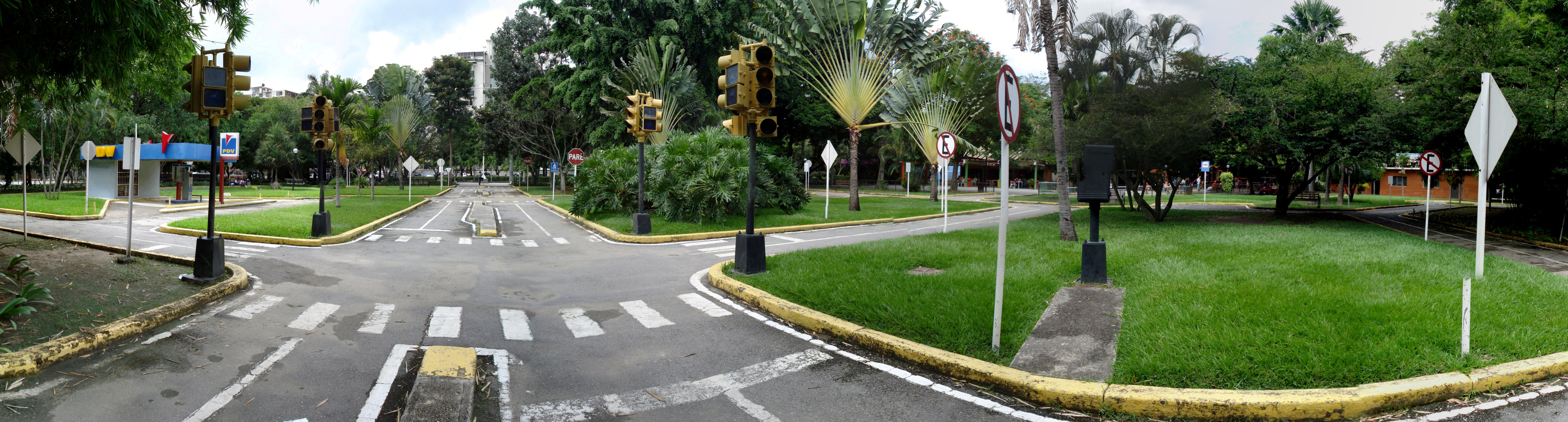
Ciudad para Bicicletas en Parque Negra Hipólita, Valencia, VENEZUELA.

## Áreas

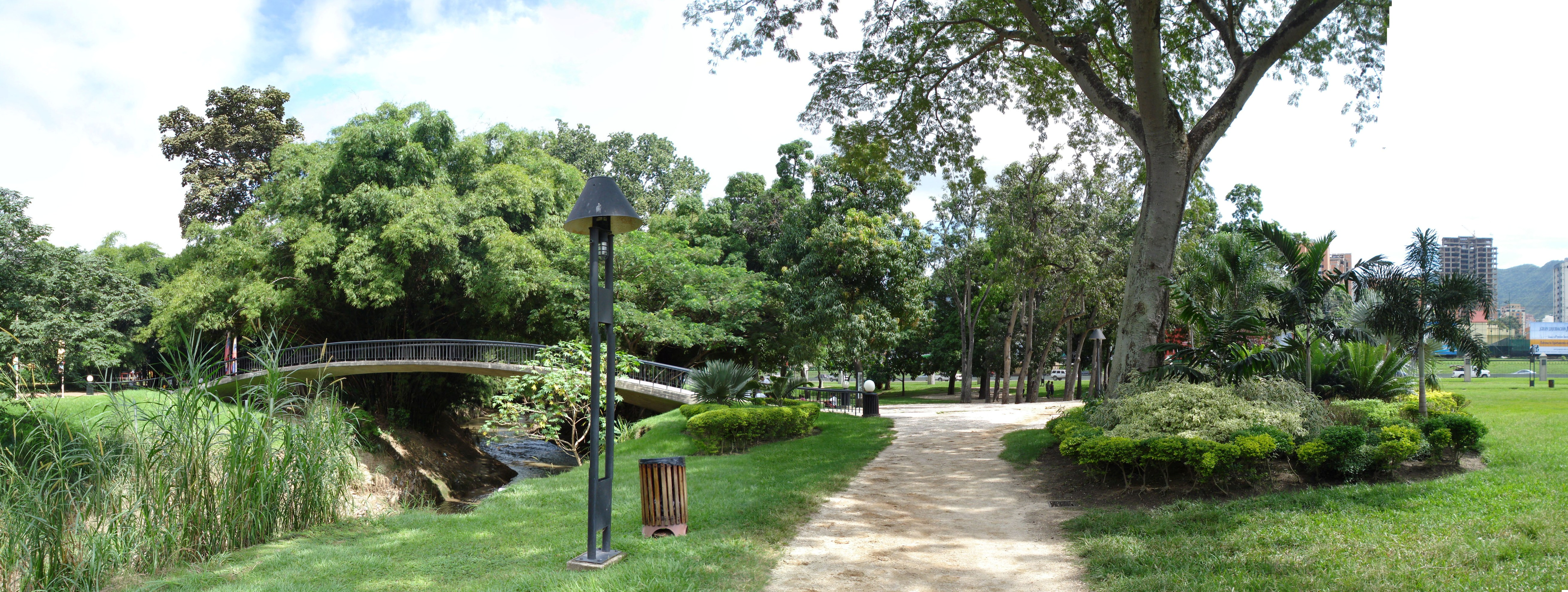
Entrada al Parque Fernando Peñalver, Estado Carabobo, Venezuela.

- Estacionamiento: cuenta con 82 puestos, en los cuales existen puestos destinados para usos de Fundación del Niño, Discapacitados, Motocicletas, Centro Estatal Bolivariano de Información y Telemática escolar (CEBITE), Brigada de Tránsito Terrestre, y Fundación Alegría para los Niños.
- Módulo de la Entrada Principal: se ubica el puesto policial (prevención), la cartelera informativa, el buzón de sugerencias y los teléfonos públicos; siendo la entrada más concurrida.
- Área de Piñateros: presenta 7 piñateros, o cabañas, manejados por Fundación del Niño, los mismos son alquilados con 15 días de anticipación a un costo de Bs.F. 60, en un horario comprendido de 9:00 a 17:30; con la finalidad de realizar reuniones familiares, y fiestas infantiles, resguardados por el Comando policial, y el programa de Guarda Parques bajo las normativas del uso de las instalaciones.
- Bosque de Bambú:Es un gran área boscoso llena de Bambú y plantas de cañas por las que se ubican merenderos y bancas de piedra.
- Centro Estatal Bolivariano de Información y Telemática Escolar (CEBITE): inaugurado el 31 de enero de 2001 por Henrique Salas Feo, se encuentra abierto al público en un horario establecido por la Secretaría de Educación del Estado. Este centro consta de 60 equipos conectados en red para el servicio de centros educacionales, con la finalidad de reforzar y orientar al niño en las labores educativas a través de herramientas como el Internet y Programas didácticos.
- Galería de Arte: administrada por La Fundación del Niño. Creada con la finalidad de realizar exhibiciones artísticas; obras teatrales y actividades relacionados con la cultura y la educación; en ella se han realizado diferentes exposiciones, escolares, artesanía, y eventos como el “Festival Internacional de Teatro de Carabobo” (F.I.T.C 2004 ).
- Río Cabriales: tiene como lugar de nacimiento el Pico Hilaría, al norte de Naguanagua, en la Serranía de Bárbula, sus vertientes son cinco; San Jean, San Sucil, La Florida, Agua linda y Cariaprima; Las dos primeras le fueron negadas en 1928 para realizar el viejo acueducto de Valencia; en la actualidad el caudal del río se limita a unas pequeñas quebradas que se encuentra una a otra a la altura de la Universidad de Carabobo; el restante caudal es sumado a través de las innumerables tuberías de aguas negras y residuales a lo largo de la ciudad. Este río atraviesa el casco de la ciudad y realiza su recorrido hasta divergirse en riachuelos que terminan en la laguna de Oxidación de Paíto, y El Lago de Valencia.

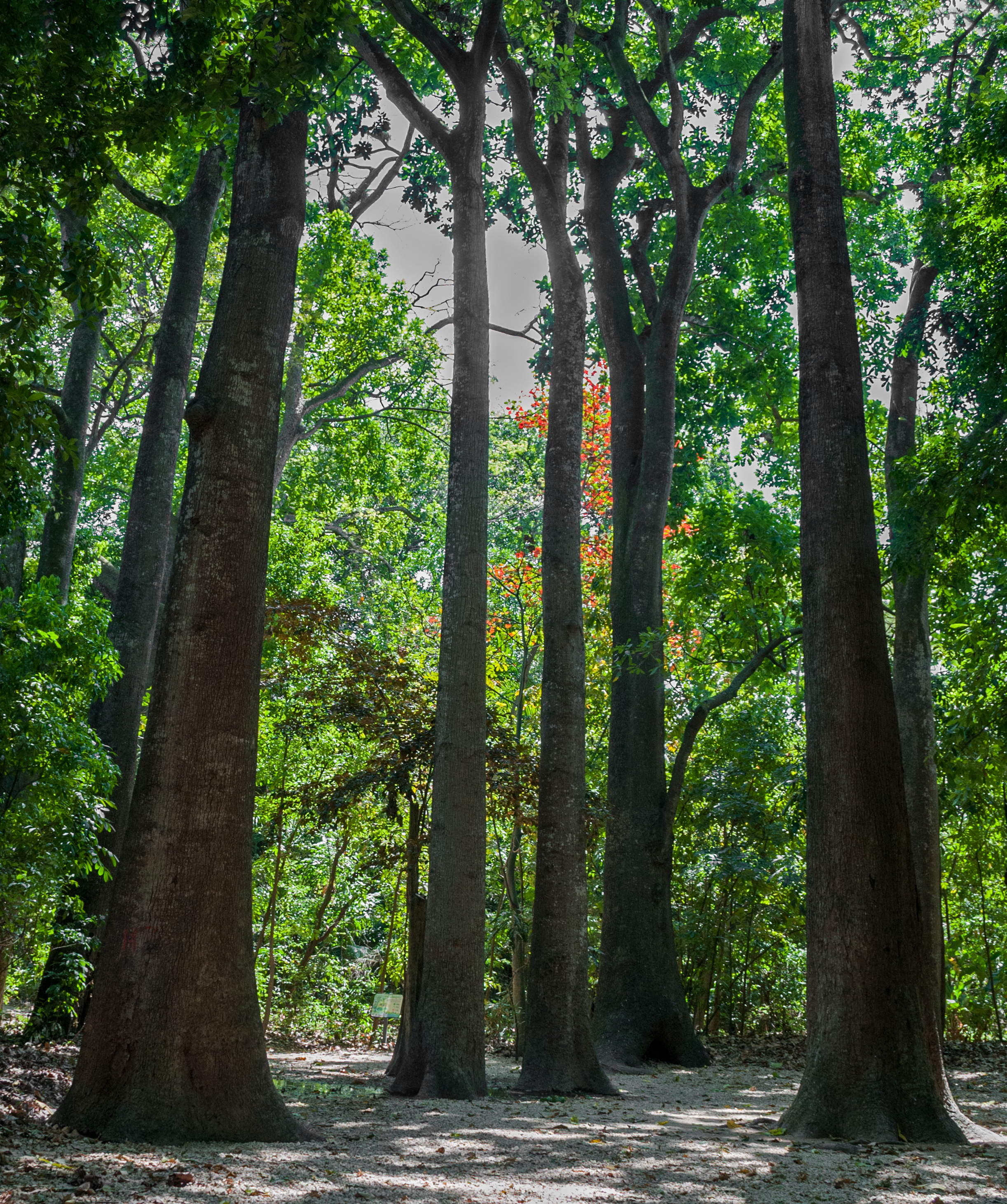
Grandes Árboles del Bosque del Parque

- Bosque Frondoso:E un gran área repleta de grandes árboles con liana, epifitas, musgos y liquines que hacen olvidar la estadía en una ciudad y más bien te hacen sentir en la naturaleza.
- Barras de ejercicios: creadas con la finalidad de promover la salud y el bienestar físico de los visitantes, estas están ubicadas detrás del parque de tránsito, a las cercanías del pozo los Sauces y el área de la zona 1-autopista.
- Caminerías de Asfalto: sitios para actividades físicas, recreativas y pasivas; no competitivas, se permite el uso de patinetas, monopatines, patines en línea, siempre y cuando no afecte el uso y acceso a peatones.
- Ciudad de Bicicletas: atracción temática que emula las calles y avenidas de una ciudad con el fin de que los niños puedan jugar a la "conducción de vehículos" con sus bicicletas y educarse sobre las normas de tránsito terrestre. Cuenta también con un módulo que emula una pequeña estación de servicio para que los niños puedan jugar a la "gasolinera" (desde luego sin combustible auténtico ya que sería muy peligroso).

## Oficinas administrativas

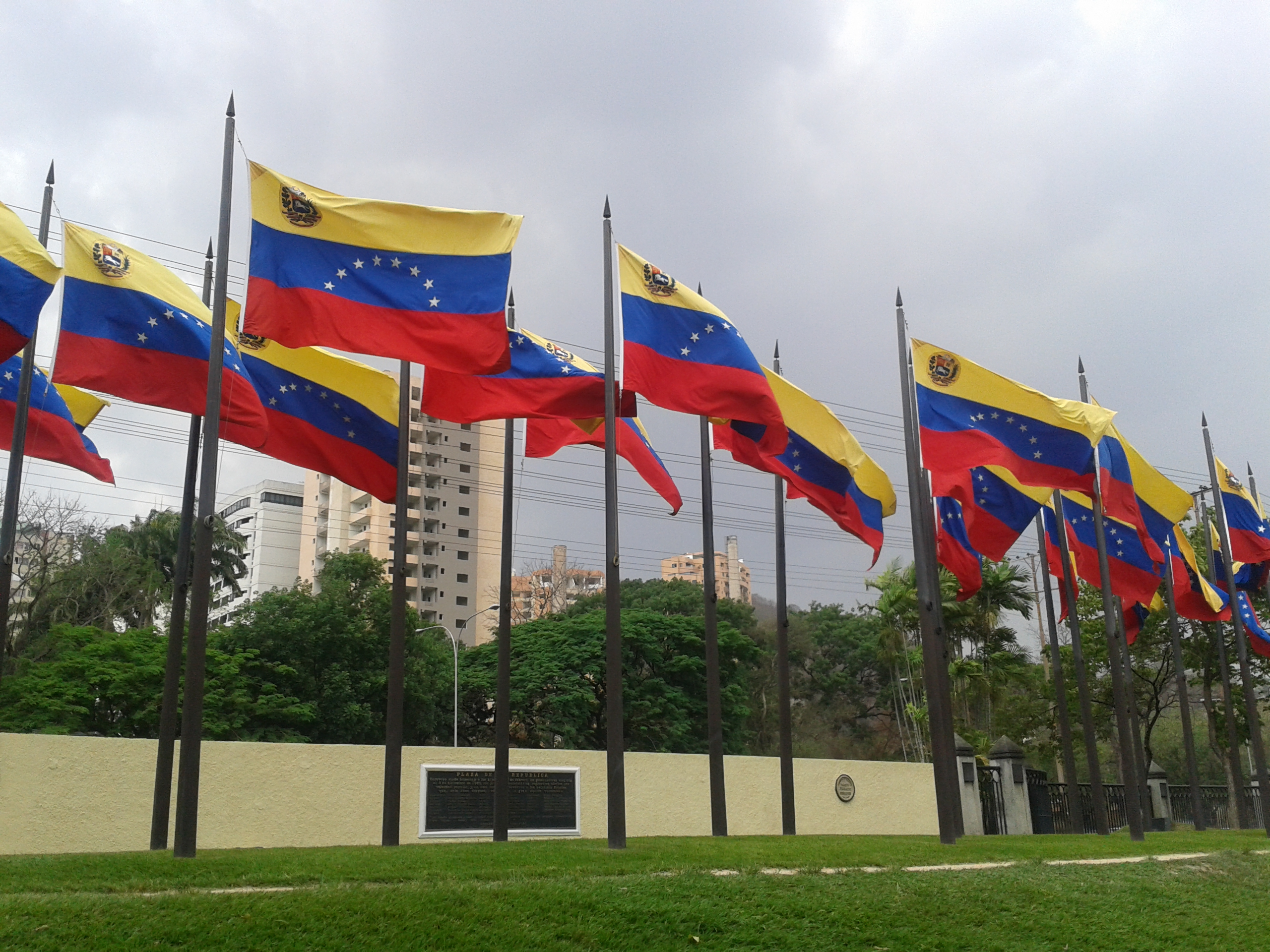
Plaza de La República Parque Negra Hipólita

- Oficinas de la Fundación del Niño (Carabobo): dicha fundación presta servicios comunitarios de Becas alimenticias, Ayudas económicas, a niños, enfermos, y discapacitados de todo el estado y mujeres en estado...

- Oficinas de la Fundación Arco Iris Para los Niños: dicha fundación realiza labores de supervisión y creación permanente de lugares de cuidado para hijos de padres y madres trabajadores.

- Oficinas de Brigada de Tránsito Terrestre (BTT): En dichas instalaciones se prestan servicio voluntario de educación vial desde el año 1983, se realizan guardias, y reuniones de la institución. La Brigada de Tránsito Terrestre presta apoyo en materia de educación vial al INTT al CTVTT y a la PNB. También se realizan actividades con niños que juegan en el Parque Vial, de modo de ir enseñando las normas del Transporte Terrestre.

- Centro Prehospitalario de Atención Inmediata: funciona al lado de la Brigada de Tránsito Terrestre y tiene como fin prestar apoyo al personal Guarda Parques en Primeros Auxilios y cualquier usuario del Parque Negra Hipólita.

## Monumentos

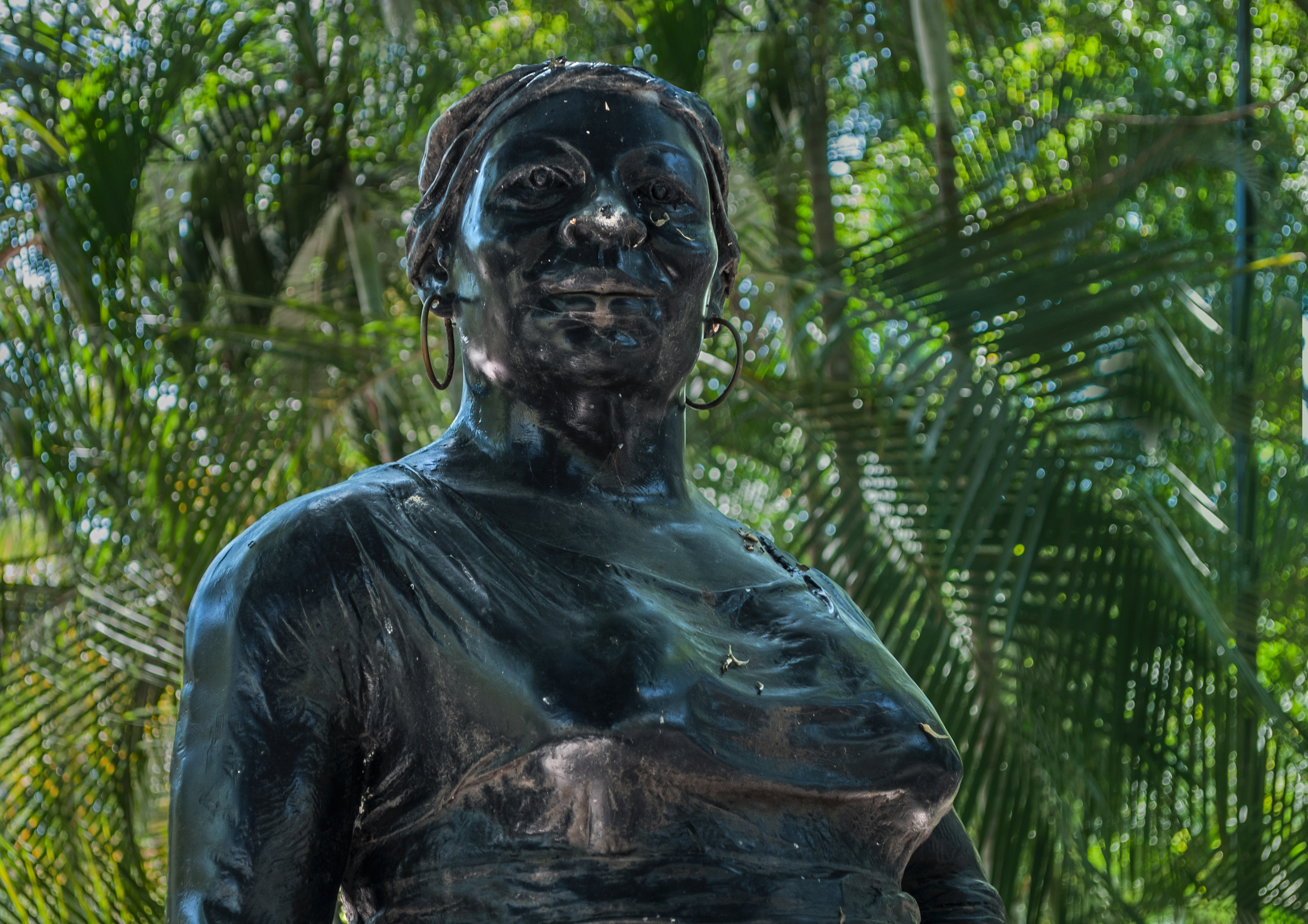
Estatua de Negra Hipólita realizada por Alexis Mújica en 1983

- Estatua de la Negra Hipólita: realizada por Alexis Mujica en 1983, renovada en el 2005 por el mismo escultor. Construida gracias a la donación de empresas privadas, Marisol Lugo y a la voluntad de la primera dama del Estado Carabobo Zendlath de Celli.

- Estatua de Fernando Peñalver

- Escultura de la Virgen Milagrosa

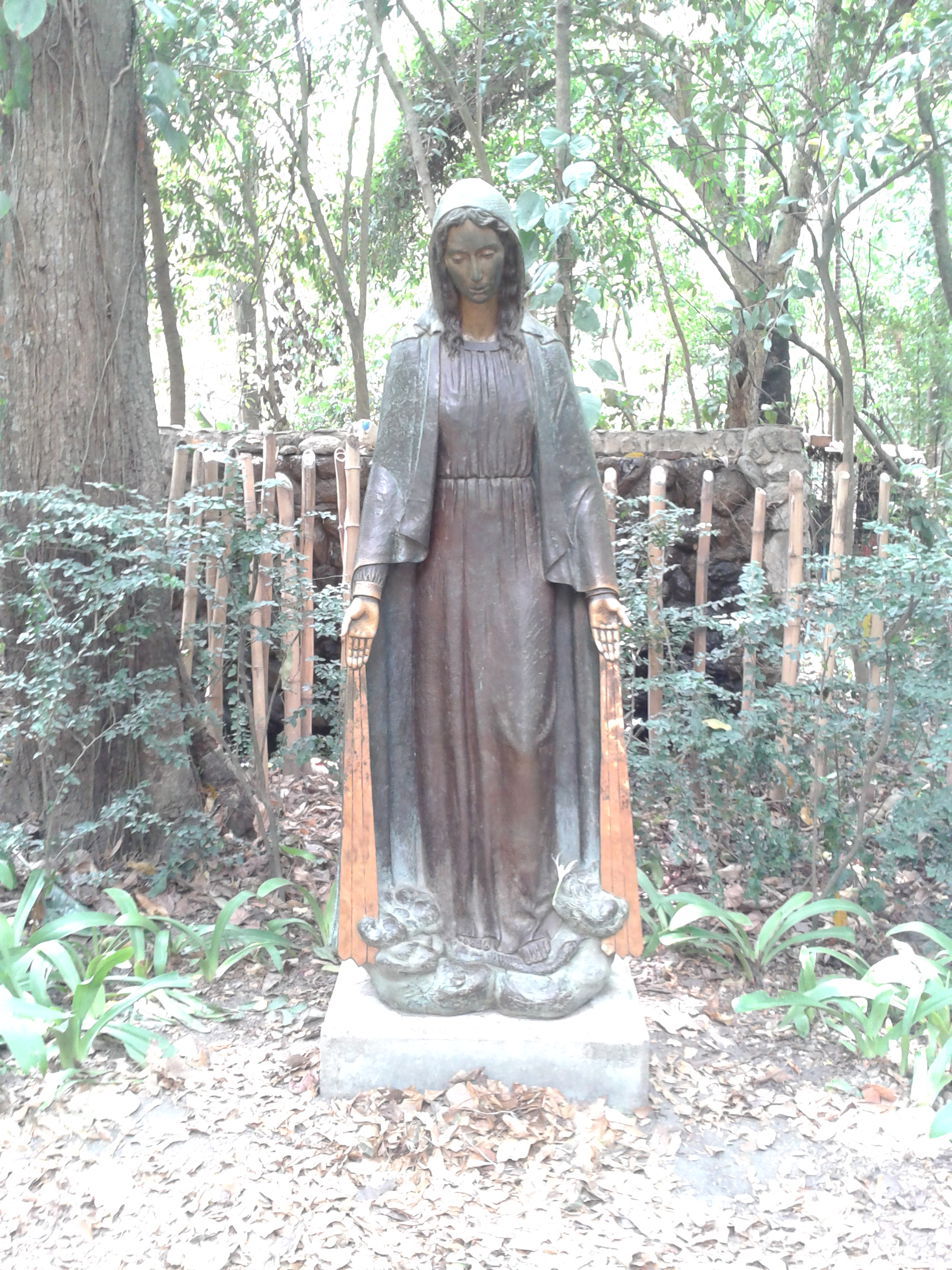
Escultura de la Virgen Milagrosa en el Parque Negra Hipólita

- Plaza de la Marina: comprende un ancla, una hélice de un submarino y un mástil que eleva la Bandera de Venezuela; esta plaza o Boulevard fue donada por la Base Naval Agustín Armario ubicada en Puerto Cabello.

- Plaza República: está ubicada en la parte más alta del parque, y conformada por 22 banderas las cuales rinden honor a los primeros 22 gobernadores elegidos el 5 de diciembre de 1989.

- Plaza Bolivariana: consta de 6 banderas, colocadas en 1996 en honor a los 5 países liberados por Simón Bolívar: Ecuador, Perú, Venezuela, Colombia, Bolivia y Panamá.

- Plaza Protocolar: se encuentra ubicada un asta y/o mástil donde va elevada la bandera más alta del parque de 60 m, 3 m bajo tierra y el resto del piso hacia arriba.

- Monumento al Nieto del Samán de Güere: placa colocada al lado de un árbol samán con la finalidad de exaltar la semana de la conservación en 1986, y el 5 de mayo es testimonio del acuerdo al decreto de Vocación Conservacionista.
Este árbol fue colocado por la administración gubernamental del Presidente Jaime Lusinchi y el gobernador Oscar Celli Gerbasi para fomentar la cultura ecológica en Carabobo.

- Laberinto Cromático o Fotocromático: diseñado en 1970 por el arquitecto Rafael Pérez. Se realizó a través del constructor Helysaúl López Tovar en octubre de 1983; el laberinto posee 20 muros de 5 m de largo por 1,7 m de alto; presenta en su totalidad 1920 barras de colores.

## Objetivos

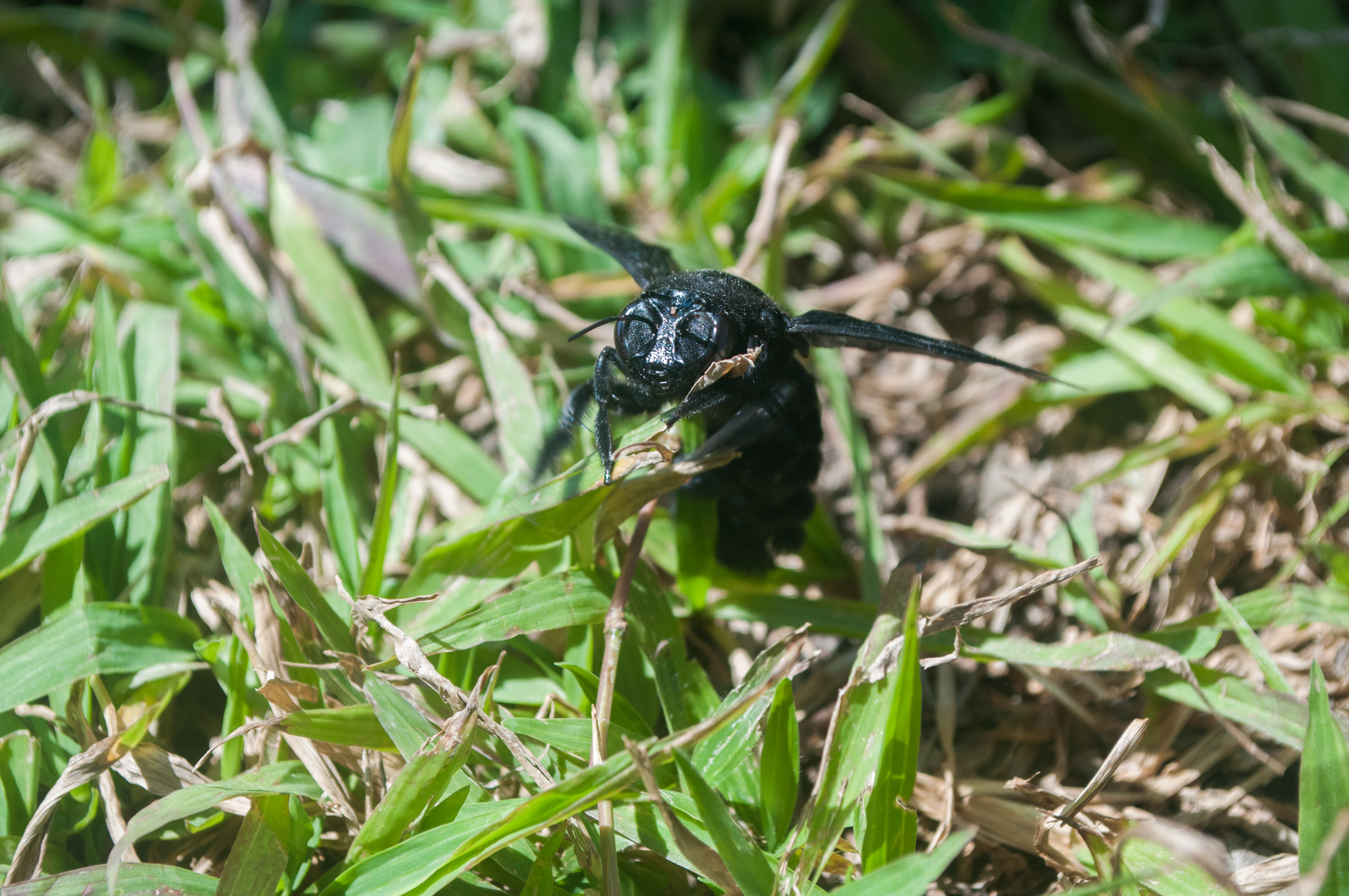
Abejorro (cigarrón) en el Parque

- Crear un espacio de recreación pasiva para todo el público presente.
- Cuidar y preservar la flora y la fauna presente en las instalaciones.
- Crear un espacio de educación ecológica.
- Brindarle al público asistente la garantía de un parque seguro, en el cual logre un disfrute en familia.

## Misión
Desarrollar programas para mejorar y /o mantener las condiciones ambientales y físicas de los parques Negra Hipólita, Fernando Peñalver y Metropolitano; además para promover la formación y participación activa de las comunidades en la defensa y conservación del medio ambiente, de manera de brindar un lugar de esparcimiento, educación y recreación, que redunde en el mejoramiento de la calidad de vida de la población.

## Visión
Hacer de los parques Negra Hipólita y Metropolitano ejemplo no solo de recreación y esparcimiento, sino centros de enseñanza y de interacción ecológica, mediante los cuales permanentemente, se adquieran conocimientos y experiencias de situaciones ambientales, que permitan a la comunidad comprender la importancia de la conservación, defensa y mejoramiento del ambiente, y participen activamente en la solución de sus problemas ambientales mejorando su calidad de vida.

## Función
Recreativa, pasiva en el cual se desarrollan actividades que vayan en pro del rescate cultural ecológico y educativo del Estado Carabobo, ocasionando un bajo impacto ambiental.

## Cronograma de actividades
Presenta un cronograma de actividades muy diverso, generalmente se realizan actividades en las fechas correspondientes a Semana Santa, carnavales, día del niño, Navidad, fechas patrias y fechas ambientales del calendario.

## Colección Animal
Cabe destacar que el parque es el hábitat de muchas especie de animales que han sido introducidas o son propias de la región, las especies animales se hallan libres en el parque y no encerradas, este parque ha sido un lugar perfecto para la reproducción del Picure, el caimán de anteojos, los perezosos y otra especie más que rondan libremente en el parque.